# Drowning Ghost - Oscure presenze
Drowning Ghost - Oscure presenze (Strandvaskaren) è un film svedese del 2004 diretto da Mikael Håfström.

## Trama
Cento anni fa, tre studenti del Convitto Hellestads furono brutalmente massacrati. L'assassino annegò in un lago vicino e il suo corpo non fu mai trovato. La storia è diventata un mito per generazioni di studenti, nonché il tema di una festa annuale. Sara, una studentessa che sta scrivendo una tesi basata sulla leggenda, scopre fatti nuovi sull'evento che potrebbero gettare ombre cupe sul buon nome dei maggiori benefattori della scuola. Nella notte in cui si festeggia il centenario della leggenda, alcuni studenti scompaiono misteriosamente e qualcosa di oscuro e sconosciuto sembra muoversi attraverso i corridoi della scuola.